# Дзиґар Олександр Артамонович
Олександр Дзигар (26.08.1916 — 31.08.2002, Москва) — скрипаль, громадський діяч.
Народився в м. Харбін (Маньчжурія, історична область на північному сході Китаю) в родині вихідців із Бердичівського повіту Київської губернії.
Від 1933 — член Союзу української молоді в Харбіні, активний учасник українського культурного життя, популяризатор української музичної культури.
В грудні 1936 обраний головою Української далекосхідної січі — молодіжної націоналістичної організації.
1936 у Харбіні закінчив Вищу музичну школу ім. О.Глазунова з класу скрипки. 1938–43 — соліст ансамблю «Ямато-отель» (м. Мукден, нині м. Шеньян, Китай), лауреат двох Міжнародних конкурсів, активно гастролював на теренах Китаю (у тому числі Маньчжурії), Японії. 1943–45 — соліст Харбінського симфонічного оркестру.
31 серпня 1945, після вступу військ Червоної армії (див. Радянська армія) до Харбіна, заарештований та вивезений до СРСР. Проходив у одній справі з Ю.Роєм, І.Шлендиком, М.Самарським. У серпні 1946 засуджений за членство в українських організаціях. До січня 1953 перебував в ув'язненні на Колимі (місцевість на північному сході азіатської частини РФ), до квітня 1956 — на засланні.
Протягом 1950–70-х рр. був солістом, концертмейстером, диригентом, художнім керівником Магаданського музично-драматичного театру, диригентом аматорського театру в м. Магадан (нині місто в РФ).
Від 1976 проживав в м. Москва. На початку 1990-х рр. брав участь у культурному житті української громади.